# Bimong
Bimong (hangŭl: 비몽), noto anche con il titolo internazionale Dream, è un film del 2008 scritto e diretto da Kim Ki-duk, presentato fuori concorso al Torino Film Festival 2008.
Joe Odagiri recita in giapponese mentre Lee Na-yeong in coreano, per rimarcare la sensazione onirica che il film vuole trasmettere. Lee Na-yeong è quasi morta durante una scena nella quale ha simulato un suicidio per impiccagione. Questo incidente ha traumatizzato ma anche spronato il regista a girare Arirang, film del 2011 in stile documentario.

## Trama
Jin si sveglia da un sogno, dove causa un incidente stradale, scoprendo che l'incidente è realmente avvenuto. La polizia sospetta una donna, Ran, sebbene neghi il suo coinvolgimento poiché stava dormendo per tutto il tempo. Traspare che mentre Jin sogna, Ran agisce alla stessa maniera da sonnambula.